# Rich Newport
Rich Newport är en brittisk gitarrist, för närvarande[när?] i bandet Realms of Death. Han är mest känd som före detta medlem i Blaze Bayleys soloband.